# Union nationale des centres sportifs de plein air (UCPA)

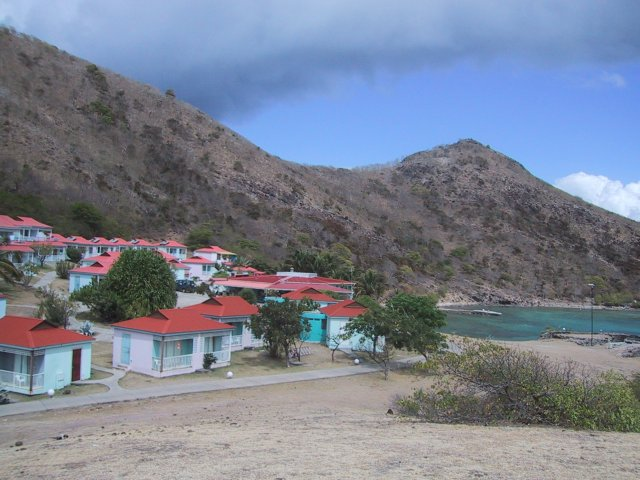
Centre "Les Saintes" de l'UCPA

La Union nationale des centres sportifs en plein air (UCPA) (pronunciació francesa: [ynjɔ̃ nasjɔnal de sɑ̃tʁ(ə) spɔʁtif də plɛn‿ɛʁ], pronunciació francesa: [y se pe a]), és una organització sense ànim de lucre francesa que organitza vacances d'esports a l'exterior per a persones de 7 a 39 anys. Creada el 1965, és una unió d'agències governamentals, federacions esportives i associacions juvenils. Aproximadament 250,000 persones fan sortides amb l'UCPA anualment.
L'UCPA té tres àrees d'operació:
- Vacances esportives
- Divulgació d'esports de lleure
- Formació vocacional per carreres esportives

L'UCPA desenvolupa les seves activitats principalment a l'estat francès, però és també present a una cinquanta de països arreu del món.